# 田中泉 (西洋史学者)
田中 泉（たなか いずみ、男性、1957年8月 - ）は、日本の西洋史学者。

## 経歴
1957年8月、広島県出身。広島大学文学部史学科卒業後に、広島大学大学院に進み、西洋史を研究。
大学院修了後は、広島市内の高等学校教員を務めた。
自身の研究対象は『アメリカ合衆国の社会と文化』。『日系アメリカ人の歴史』。特にアメリカへ渡った日本人移民の歴史などを中心とした研究や指導を中心とした活動を行っている。
現在は広島経済大学教養教育部教授を務める傍ら、高等学校教科書の執筆なども行っている。

## 著書
- 『歴史教育の理論と実践 -歴史教育法』（1996年 現代教育社）
- 『社会科教育へのアプローチ』（2002年 現代教育社）
- 『社会認識教育の構造改革 - ニュー・パースペクティブにもとづく授業開発』（2006年 明治図書）